# シロ (クレヨンしんちゃん)

春日部市立春日部第1児童センターに設置されているシロの立体像

シロは、臼井儀人の漫画作品『クレヨンしんちゃん』に登場する架空の犬。アニメ版での声優は真柴摩利、スピンオフ作品『SUPER SHIRO』におけるモノローグ部分は大塚明夫。

## 概要
しんのすけに拾われて野原家で飼われている雑種犬で性別はオス。名前の由来は体の色が白い事による。小型犬ではあるが室外で飼われている。
年齢は不明だが、2007年4月27日放送「ぼく、野原シロのすけです」では5歳でしんのすけの双子の兄という設定となっていた。人間の言葉を話す時の一人称は「僕」。「ぼく、野原シロのすけです」以外でも人間の言葉を話す回がある。誕生日は不明。
4匹兄弟の1匹として生まれ、母親はボルシチ、父親は未登場で不明だが飼い主は「ボルシチが家から脱走した際に出会った行きずりの野良犬」と推測しており、シロに似た容姿だろうと称している。飼い主一家の父が犬に触れると呼吸困難・不整脈になる病気「突発性犬アレルギー」（架空の病気）を発症し犬が飼えなくなってしまった。兄弟3匹はすぐ引き取られたが、ボルシチとシロはなかなか引き取り手が見つからずボルシチは保健所へ託す事となった。それに反発した飼い主一家の長女るんが、誰かが拾ってくれるよう家族には内緒にシロを段ボール箱に入れて（兄と母親は知っていたが黙認していた）路上へ置き去りにし（実際はしんのすけが拾うまで見守っていた）、しんのすけに拾われて野原家で飼われる事となった。

## 登場
原作第1巻、アニメ1992年5月25日放送分「子犬を拾ったゾ」にて登場。道端に箱で捨てられた所をしんのすけが拾ってきた。初登場時は家の中での糞や、みさえのお気に入りドレスを食いちぎる等行儀が悪かったが、気弱ながらも次第にかなり利口な犬となる。野原家（特にしんのすけ）の行動に苦労する一方であるが、しんのすけの事は人間の中で一番大好きな存在である。これは、みさえは引き取ることを猛反対していたが、しんのすけがみさえに黙ってこっそり餌を与えたりして飼っていた、そして、みさえに飼う事を許可してもらえるまで頑なに抵抗した行為が経緯としてある。また、映画『アクション仮面VSハイグレ魔王』では安全な場所に避難する際はしんのすけが自発的に一緒に連れて行く、ひまわりが生まれた際は「シロの妹」と紹介させるために病院に同行させる、4人そろっての家族写真を撮る際にも家族写真に入れようとする等と、しんのすけにも大切にされている。

## 性格

しんのすけとシロ

犬だが変わり者揃いの野原一家では数少ない常識を持つ。しんのすけに散歩をサボられた際は自ら散歩に出向く、餌をもらえなかった際は商店街で芸を披露して観客から餌やお金を貰う、しんのすけやみさえの代わりにおもちゃを片付ける、洗濯物を取り込む、ラディッシュの水やりをサボったしんのすけの代わりに世話をして育てる、おつかいをサボったしんのすけの代わりにおつかいに行って八百屋の店主に生姜が欲しい事を必死に伝えて生姜を購入する、玄関に戸締りするようしんのすけに鍵を渡され、鍵をかけようとする、ひまわりの面倒を見る等と人間並みの行動力を持っており、そのポテンシャルの高さはひろしも認める程である。知能も非常に高く人間の言葉がほぼ理解できている。街の人たちからは可愛がられており、人脈も広い。ひまわりにも高い所に登る際の台にされる、登る際に足でけられる等の粗い扱いをされることもあるが、慕われている。ひまわりの手を噛んだ際にしんのすけに連れられて家を出たが、ひまわりは安否を気にして最も悲しんでおり、再会できた時は抱擁して喜んだ。
一方、酒癖が悪い一面もあり、1995年4月10日放送「酔っぱらいシロだゾ」ではビールの入ったドッグフードを食べてしまった際暴れん坊に豹変し、「自分はライオンだ」と思い込み、家の中を散らかした挙句、みさえにも噛み付く等暴走の限りを尽くした。その上、2階のバルコニーに上がった時は今度は「自分は鷲だ」と思い込み、空を飛ぼうとダイブした所でみさえに止められた。その後は二日酔いに悩まされた。マイペースな一面も持ち合わせており、勝手に一人で散歩に出かけたり、家庭内で何らかのトラブルが発生し一家がパニックに陥っている中、外でのんびり昼寝したりエサをせがんだりしている。
人間以外の動物に対して、喧嘩は弱いものの自分を苛めた野良犬や野良猫とも仲良くなったり、捨て犬や病気の捨て猫、怪我をしたカラスの面倒を見るなど友好的で、シロ自身が世話をした捨て猫が死んだ時は元飼い主に怒って吠えかかったことがある。また、自身と酷似した犬（名前はアイゼンハワー）を亡くした病気持ちの女性を慰めたこともある。
動物病院が嫌いであり、注射やハサミ、薬を見ると怯えたり暴れたりする。また、シャワーも苦手である。
野原家・小山家特有の笑い方（後ろを向いて、口だけニヤッと笑う）をしたり、かわいいメス犬を見つけるとナンパをして鼻の下を伸ばしたり、目をキラキラ輝かせてしんのすけお得意の「おねだり攻撃」をする等、しんのすけ達に似る一面もある。
一度、しんのすけの世話が怠慢になったことで家出をしたことがあり、しんのすけらの必死の捜索も虚しく見つけられず、しんのすけを激しく落ち込ませた事があったが一日で戻ってきた。

## 特技
特技は自分の体を丸める「わたあめ」や自分の股間をかきむしる「チンチンカイカイ」。他にも逆立ち、バック転やバック宙等の芸も持つ。
また、床を汚すと怒られるため家の中で雑巾を足の下に敷いたり、玉乗りをしながら移動する程器用でもある。一度アイドル犬の代役として芸をこなした経験もある（「シロのCMデビューだゾ」）。
猫のように体が軽く、塀にジャンプする事も出来る。またずれ荘編では大家さんをごまかすためにロボット犬のまねをしたり、自宅に動物園から脱走したサルが入り込んできたときに死んだふりをしたり、耳を丸めてひまわりの前髪を表現をしたり、しんのすけとのかくれんぼ、映画『暗黒タマタマ大追跡』では置き去りされたことで東京駅から埼玉の春日部の自宅まで自力で歩いて帰ったり、映画『嵐を呼ぶ 歌うケツだけ爆弾!』で沖縄から埼玉へ帰る際、空港でぬいぐるみに化けたり等の演技力もある。
映画『嵐を呼ぶ モーレツ!オトナ帝国の逆襲』ではしんのすけが尿意を催したことで代わってバスの運転を任され、20世紀博内部への突入を成功させる活躍を見せた。
また、映画『爆発!温泉わくわく大決戦』でアカマミレの不健康ランドというゲームに強制参加させられた際、野原一家のミスによるペナルティー（誰かがミスをするとミスをしたもの以外の難易度が上がる）で過酷になっていく中、唯一ノーミスで（ひろしがギブアップと叫ぶまで）進めていた。
嗅覚もずば抜けて卓越している。匂いさえ判れば、例として家内で行方不明になった靴下の正確な在処を見抜く、さらにはしんのすけが風間トオルの家に片方置いて来た靴下の在処さえも見抜いた。他にはドッグフードに薬が入っていることも見抜いている。ひまわりの、おむつ交換もできる。

## その他
かすかべ防衛隊の臨時メンバーとして加入することがある。パーソナルカラーは白。
しんこちゃんの回に2匹のチビシロが登場する。名前は「ジュ」と「ニア」。映画『超時空!嵐を呼ぶオラの花嫁』では多数の子孫が登場していて小屋には「シロたち」と書かれていた。
「ペピグリームチャ」というドッグフードを食べているらしい。
原作第7巻及び1995年4月10日放送「原始時代のしんちゃんだゾ」では捨て犬として巨大な姿が登場し、凶暴なマンモスの暴走を食い止めたと同時に飼い犬となった。巨大の為、頭にしんのすけを乗せる事が出来る。
野原ひまわり誕生まではグッズやゲーム作品において、しんのすけと共に描かれることが多かった。
映画では、『雲黒斎の野望』の前半は未来タイムパトロールのリングのマイクロキット通信で喋らされ、後半はしんのすけが操るカンタムロボのコンピューターにされた。『嵐を呼ぶ 歌うケツだけ爆弾!』では初の主役となりお尻に爆弾を仕掛けられる。
Webアニメとして制作されたスピンオフ作品『SUPER SHIRO』では本格的に主人公となっており、伝説の骨「ボボボボボーン」を回収する任務を与えられたスーパーヒーローとして登場する。
アニメ版で1997年10月から2004年9月まで使用されていたアイキャッチでは、第2話目終了時に吼える。
2020年に行われたアニメ!アニメ!での「アニメに登場する“犬”キャラといえば?」と題した読者アンケートでは、『銀魂』の定春に次いで『犬夜叉』の犬夜叉と同率第2位に選ばれた。

## キャスティング・演技
初登場時、シロには声優が割り当てられてなかったが、当時音響監督を務めていた大熊昭が真柴摩利に犬の鳴きまねをしてほしいと依頼し、最終的に真柴がシロを演じる事となった。
真柴は「大熊さんは『ドラえもん』でも音響監督を務めており、私を動物やひみつ道具の役で呼んでくださった。そのことが頭にあり、私に鳴くようおっしゃったのかもしれないですね」と振り返っている。
また、真柴は風間トオルの役も務めており、風間を思わせるシーンも多々ある。「ぼく野原シロのすけです」では人間になったシロと風間が同時に喋ったシーンで、しんのすけに「風間君とシロのすけ（シロ）、キャラ（クター）がかぶってるゾ」と指摘された。また、シロと風間の会話のみで構成された次回予告では、その会話の中で風間が「僕とシロが会話していると変な感じがする」と自虐的な発言をした。
シロと風間が同じ話に登場する場合、真柴はいずれか片方の役のみでクレジットされることが多いが、2007年以降の劇場版では、別々にクレジットされている。
『SUPER SHIRO』については「ヒーロー語り」として、ヒーローに変身したシロの心の声を大塚明夫が担当している。